# Лемборк
Лѐмборк (на полски: Lębork; на кашубски: Lãbórg; на немски: Lauenburg in Pommern) е град в Северна Полша, Поморско войводство. Административен център е на Лемборски окръг. Обособен е в отделна градска община с площ 17,86 км2.

## География
Градът се намира в историческия регион Померелия (Лемборско-Битовска земя). Разположен е на река Леба, на 75 километра западно от Гданск.

## Население
Населението на града възлиза на 34 581 души (2010). Гъстотата е 1936,23 души/2.

## История
Лемборк е получава статут на град през 1341 г., като първоначално жителите му са кашуби, но постепенно се германизират. След 15 век част от тях приемат лутеранството. През 1657 полският крал Ян II Кажимеж дава града и съседните области като васално владение на Бранденбургския курфюрст Фридрих Вилхелм. След Първата подялба на Полша през 1773 полският суверенитет е премахнат и Лауенбург е присъединен към пруската провинция Померания, а през 1871 е включен в Германската империя.
По време на Втората световна война в Лауенбург се намира подразделение на концлагера Щутхоф. След края на войната през 1945 градът е присъединен към Полша и германското му население е изселено.

## Личности

### Родени в Лемборк
- Паул Нипков (1860 – 1940), германски изобретател
- Едуард Сапир (1884 – 1939), американски езиковед
- Анна Фотига (р. 1957), политик

## Фотогалерия
- Улица „Старомейска“
- Замък „Орденсбург“
- Градската крепостна стена